# دموع الفرح (فلم)
دموع الفرح هو فيلمٌ مصريٌ أُنتج عام 1950. بدأ أحمد سالم إخراجه، لكنه توفي في 10 سبتمبر 1949، مما حدا بفطين عبد الوهاب (الذي كان مساعداً لمخرج الفيلم)، أن يستكمل إخراجه.

## قصة الفيلم
أحمد علوي (أحمد سالم) هو رسام. توفي أبوه الباشا مديوناً، ولذا حُجز على أملاكه. يجد أحمد فرصة عمل لدى أحد الباشاوات. تنشأ قصة حبٍ بين أحمد، وبين ابنة الباشا (مديحة يسري)، ويتزوجان.

## وصلات خارجية
- مقالات تستعمل روابط فنية بلا صلة مع ويكي بيانات
- دموع الفرح على الدهليز

## مصدر
صفحة الفيلم على موقع السينما.كوم